# Gonomyia esakiella
Gonomyia esakiella är en tvåvingeart som beskrevs av Alexander 1940. Gonomyia esakiella ingår i släktet Gonomyia och familjen småharkrankar. Inga underarter finns listade i Catalogue of Life.